# Kanton Créances
Der Kanton Créances ist seit 1790 ein französischer Wahlkreis in den Arrondissements Coutances und Cherbourg, im Département Manche und in der Region Normandie; sein Hauptort ist Créances.

## Gemeinden
Der Kanton besteht aus 19 Gemeinden mit insgesamt 16.360 Einwohnern (Stand: 1. Januar 2022) auf einer Gesamtfläche von 353,65 km²:
| Gemeinde                    | Einwohner 1. Januar 2022 | Fläche km² | Dichte Einw./km² | Code INSEE | Postleitzahl | Arrondissement |
| --------------------------- | ------------------------ | ---------- | ---------------- | ---------- | ------------ | -------------- |
| Bretteville-sur-Ay          | 436                      | 9,75       | 45               | 50078      | 50430        | Coutances      |
| Canville-la-Rocque          | 119                      | 5,35       | 22               | 50097      | 50580        | Cherbourg      |
| Créances                    | 2.079                    | 20,32      | 102              | 50151      | 50710        | Coutances      |
| Doville                     | 326                      | 11,09      | 29               | 50166      | 50250        | Coutances      |
| La Feuillie                 | 299                      | 12,46      | 24               | 50182      | 50190        | Coutances      |
| La Haye                     | 3.986                    | 63,81      | 62               | 50236      | 50250, 50580 | Coutances      |
| Laulne                      | 185                      | 9,06       | 20               | 50265      | 50430        | Coutances      |
| Le Plessis-Lastelle         | 238                      | 14,99      | 16               | 50405      | 50250        | Coutances      |
| Lessay                      | 2.255                    | 28,95      | 78               | 50267      | 50430        | Coutances      |
| Millières                   | 760                      | 20,27      | 37               | 50328      | 50190        | Coutances      |
| Montsenelle                 | 1.438                    | 43,08      | 33               | 50273      | 50250        | Coutances      |
| Neufmesnil                  | 174                      | 5,33       | 33               | 50372      | 50250        | Coutances      |
| Pirou                       | 1.486                    | 29,11      | 51               | 50403      | 50770        | Coutances      |
| Saint-Germain-sur-Ay        | 920                      | 14,52      | 63               | 50481      | 50430        | Coutances      |
| Saint-Nicolas-de-Pierrepont | 299                      | 8,13       | 37               | 50528      | 50250        | Coutances      |
| Saint-Patrice-de-Claids     | 177                      | 5,58       | 32               | 50533      | 50190        | Coutances      |
| Saint-Sauveur-de-Pierrepont | 122                      | 8,18       | 15               | 50548      | 50250        | Coutances      |
| Varenguebec                 | 329                      | 21,19      | 16               | 50617      | 50250        | Coutances      |
| Vesly                       | 732                      | 22,48      | 33               | 50629      | 50430        | Coutances      |
| Kanton Créances             | 16.360                   | 353,65     | 46               | 5011       | –            | –              |

## Veränderungen im Gemeindebestand seit der landesweiten Neuordnung der Kantone
2019:
- Fusion Denneville, Portbail (Kanton Les Pieux) und Saint-Lô-d’Ourville (Kanton Les Pieux) → Port-Bail-sur-Mer

2016:
- Fusion Baudreville, Bolleville, Glatigny, La Haye-du-Puits, Mobecq, Montgardon, Saint-Rémy-des-Landes, Saint-Symphorien-le-Valois und Surville → La Haye
- Fusion Angoville-sur-Ay und Lessay → Lessay
- Fusion Coigny, Lithaire, Prétot-Sainte-Suzanne und Saint-Jores → Montsenelle